# Sowjetischer Fußballpokal 1965/66
Der Sowjetische Fußballpokal 1965/66 war die 25. Austragung des sowjetischen Pokalwettbewerbs der Männer. Pokalsieger wurde Dynamo Kiew. Das Team setzte sich im Finale gegen Torpedo Moskau durch. Titelverteidiger Spartak Moskau war im Viertelfinale gegen den späteren Sieger ausgeschieden. Da Dynamo Kiew mit dem Gewinn der Meisterschaft das Double holte, qualifizierte sich der unterlegene Pokalfinalist für den Europapokal der Pokalsieger.
Der Wettbewerb startete in diesem Jahr 14 Tage nach der von 1965. Nach sechs Jahren wurde das Turnier wieder im europäischen Format ausgetragen. Da in der Saison 1965 in der Vorrunde nur die ukrainischen Teams gespielt hatten, kamen in dieser Vorrunde die russischen Mannschaften zum Einsatz. An ihr nahmen die 19 Teams der ersten Liga, 51 Zweitligisten und 130 Mannschaften aus der 3. Liga Russland, Kasachstan und Zentralasien teil, sowie die drei ukrainischen Zonensieger der vergangenen Spielzeit.
Die Vorrunde endete im November 1965 gespielt, während die Finalrunde erst ab Juni 1966 ausgetragen wurde. Zwischenzeitlich kam eine weitere Gruppe (Zentralasien und Kasachstan) dazu. Dies führte dazu, dass elf Mannschaften (Chimik Tschirtschik, Dinamo Zelinograd, Metallist Dschambul, Metallurg Schymkent, Pamir Leninabad, Sachmet Tschardschou, Sarafschan Navoi, Schachtjor Osch, Spartak Andischan, Spartak Samarkand und Swerdlowez Taschkent), die in der russischen Zone gespielt hatten, anschließend nochmals in der Zone Zentralasien und Kasachstan spielten.
Da sich die zweite Liga 1966 stark vergrößerte, spielten 15 Mannschaften zwei Mal im Pokal. Zum ersten Mal als Drittligist in ihren jeweiligen Zonen und nochmals als Aufsteiger als Zweitligist: Baltika Kaliningrad, Dinamo Batumi, Dinamo Kirowograd, Dynamo Stawropol, Irtysch Omsk, Kusbass Kemerowo, Neftjanik Fergana, Rubin Kasan, Spartak Naltschik, Stroitel Ufa, Swesda Perm, Temp Barnaul, Torpedo Tomsk, Schirak Leninakan und Wostok Usk-Kamenogorsk.

## Modus
Die 130 Drittligisten aus Russland, Zentralasien und Kasachstan wurden in sieben Zonen unterteilt. Aus jeder Zone qualifizierte sich ein Team für die Finalrunde. Darüber hinaus kamen zwei der drei Gewinner aus den ukrainischen Zonen der vorherigen Spielzeit direkt in die Finalrunde. Diese drei Teams (Desna Tschernigow, Awangard Ternopol und Lokomotive Cherson) spielten in Jalta ein Miniturnier im Ligaformat.
Die 51 Zweitligisten traten in der 1. bzw. 2. Finalrunde an. Zwei weitere Aufsteiger (Lutsch Wladiwostok und SKA Chabarowsk) wurden erst nach der Auslosung in die 2. Liga zugelassen und spielten daher nur in der Vorrunde Zone 6. Die 19 Erstligisten kamen in der 4. Runde dazu.
Alle Begegnungen wurden in einem Spiel entschieden. Stand es nach regulärer Spielzeit unentschieden, wurde das Spiel um zweimal 15 Minuten verlängert. Stand danach kein Sieger fest, wurde die Begegnung am folgenden Tag an gleicher Stelle wiederholt.

## Teilnehmende Teams
| Perwaja Gruppa A (19) | Wtora Gruppa A (51) | Wtora Gruppa A (51) | Wtora Gruppa A (51) | Wtora Gruppa B (133) | Wtora Gruppa B (133) |
| Perwaja Gruppa A (19) | Gruppe 1 (17) | Gruppe 2 (18) | Gruppe 3 (16) | Zone Russland 1 (17) | Zone Russland 2 (17) |
| --- | --- | --- | --- | --- | --- |
| - Dynamo Moskau - Lokomotive Moskau - Spartak Moskau - Torpedo Moskau - ZSKA Moskau - Ararat Jerewan - Dinamo Minsk - Dynamo Kiew - Dinamo Tiflis - Kairat Alma-Ata - Krylja Sowetow Kuibyschew - Neftjanik Baku - Pachtakor Taschkent - Schachtjor Donezk - SKA Odessa - SKA Rostow - Torpedo Kutaissi - Tschernomorez Odessa - Zenit Leningrad                         | - Baltika Kaliningrad - Dinamo Kirowograd - Daugava Riga - Dinamo Batumi - Dynamo Stawropol - Dünamo Tallinn - Kuban Krasnodar - Lokomotive Tiflis - Rostselmasch Rostow - Rubin Kasan - Schirak Leninakan - Spartak Gomel - Spartak Naltschik - Tekstilschtschik Iwanowo - Terek Grosny - Traktor Wolgograd - FK Žalgiris Vilnius                                                                                | - Aventul Kischinjow - Awangard Charkow - Dynamo Leningrad - Dnjepr Dnjepropetrowsk - Karpaty Lwow - Lokomotive Winniza - Metallurg Saporoschje - Schinnik Jaroslawl - Sokol Saratow - Sarja Lugansk - SKA Kiew - SKA Lwow - Sudostroitel Nikolajew - Swesda Kirowograd - Tawrija Simferopol - Trud Woronesch - Wolga Kalinin - Wolga Gorki                                                                                         | - Alga Frunse - Energetik Duschanbe - Irtysch Omsk - Kusbass Kemerowo 4 - Lokomotive Tscheljabinsk - Lutsch Wladiwostok 2 - Neftjanik Fergana - Politotdel Taschkent - Schachtjor Karaganda - SKA Chabarowsk 2 - SKA Nowosibirsk - Stroitel Aschchabat - Stroitel Ufa - Swesda Perm - Temp Barnaul - Torpedo Tomsk - Uralmasch Swerdlowsk - Wostok Usk-Kamenogorsk                                                         | - Awangard Kolomna - Awtomobilist Leningrad - Baltika Kaliningrad 1 - Chimik Klin - Chimik Nowomoskowsk - Dynamo Brjansk - Granitas Klaipėda - Iskra Smolensk - Lokomotive Kaluga - Metallurg Tscherepowez - Metallurg Tula - Saturn Rybinsk - Serp i Molot Moskau - Sewer Murmansk - Swesda Serpuchow - Tekmasch Kostroma - Zvejnieks Liepāja                                                     | - Chimik Beresniki - Chimik Dserschinsk - Dynamo Kirow - Kowrowez Kowrow - Neftjanik Tjumen - Progress Selenodolsk - Rubin Kasan 1 - Saljut Kamensk-Uralski - Snamja Noginsk - Snamja Truda Orechowo-Sujewo - Spartak Joschkar-Ola - Spartak Rjasan - Swesda Perm 1 - Torpedo Pawlowo - Traktor Wladimir - Uralez Nischni Tagil - Zenit Ischewsk |
| Wtora Gruppa B (133) | | | | | |
| Zone Russland 3 (18) | Zone Russland 4 (20) | Zone Russland 5 (20) | Zone Russland 6 (19) | Zone Zentralasien (19) | Zonensieger SSR Ukraine 1965 (3) |
| - Energija Nowotscherkassk - Energija Wolschski - Metallurg Kuibyschew - Neftjanik Sysran - Progress Kamensk-Schachtinski - Schachtjor Schachty - Spartak Belgorod - Spartak Orjol - Stroitel Saransk - Spartak Tambow - Torpedo Armawir - Torpedo Lipezk - Torpedo Taganrog - Trud Pensa - Trud Toljatti - Trudowyje Reserwy Kursk - Wolgar Astrachan - Wolga Uljanowsk | - Alasani Gurdschaani - Dinamo Baku - Dinamo Batumi 1 - Dinamo Kirowabad 1 - Dynamo Machatschkala - Dynamo Stawropol 1 - Dinamo Suchum - Inguri Sugdidi - Kolchida Poti - Lori Kirowakan - Meschachte Tqibuli - Metallurg Rustawi - Polad Sumgait - Schirak Leninakan 1 - Sewan Oktemberjan - Spartak Naltschik 1 - Spartak Ordschonikidse - Trudowyje Reserwy Kislowodsk - Uroschai Maikop - Zement Noworossijsk | - Chimik Salawat - Chimik Tschirtschik 2 - Dinamo Zelinograd 2 - Irtysch Omsk 1 - Lokomotive Orenburg - Metallist Dschambul 2 - Metallurg Magnitogorsk - Metallurg Schymkent 2 - Metallurg Slatoust - Neftjanik Fergana 1 - Pamir Leninabad 2 - Sachmet Tschardschou 2 - Sarafschan Navoi 2 - Schachtjor Osch 2 - Swerdlowez Taschkent 2 - Spartak Andischan 2 - Spartak Samarkand 2 - Stroitel Ufa 1 - Torpedo Miass - Trud Kurgan | - Amur Blagoweschtschensk - Angara Irkutsk - Armejez Ulan-Ude - Awangard Komsomolsk - Chimik Kemerowo 1 4 - Irtysch Pawlodar - Lokomotive Krasnojarsk - Lutsch Wladiwostok 3 - Metallurg Nowokusnezk - Sabaikalez Tschita - Schachtjor Prokopjewsk - SibSelMasch Nowosibirsk - SKA Chabarowsk 3 - Start Angarsk - Temp Barnaul 1 - Torpedo Rubzowsk - Torpedo Tomsk 1 - Wostok Usk-Kamenogorsk 1 - Zementnik Semipalatinsk | - ADK Alma-Ata - Buchoro Buchara - Chimik Tschirtschik - Dimitrovez Taschkent - Dinamo Zelinograd - Metallist Dschambul - Metallurg Almalyk - Metallurg Schymkent - Metallurg Temirtau - Pachtakor Kurgan-Tjube - Pachtaaral Gulistan - Pamir Leninabad - Sachmet Tschardschou - Sarafschan Navoi - Schachtjor Osch - Spartak Andischan - Spartak Samarkand - Swerdlowez Taschkent - Wachsch Nurek | - Awangard Ternopol - Desna Tschernigow - Lokomotive Cherson |

## Vorrunde

### Zone Russland 1

#### 1. Runde
| Datum      |                  | Ergebnis |                     |
| ---------- | ---------------- | -------- | ------------------- |
| 24.04.1965 | Awangard Kolomna | 2:3      | Serp i Molot Moskau |

#### Achtelfinale
| Datum      |                        | Ergebnis  |                        |
| ---------- | ---------------------- | --------- | ---------------------- |
| 24.04.1965 | Zvejnieks Liepāja      | 1:0       | Sewer Murmansk         |
| 25.04.1965 | Baltika Kaliningrad    | 0:1       | Saturn Rybinsk         |
| 25.04.1965 | Dynamo Brjansk         | 1:0       | Tekmasch Kostroma      |
| 25.04.1965 | Granitas Klaipėda      | 0:0 n. V. | Awtomobilist Leningrad |
| 25.04.1965 | Chimik Nowomoskowsk    | 2:0       | Chimik Klin            |
| 25.04.1965 | Lokomotive Kaluga      | 2:3       | Metallurg Tula         |
| 25.04.1965 | Metallurg Tscherepowez | 2:0       | Iskra Smolensk         |
| 28.04.1965 | Swesda Serpuchow       | 1:0       | Serp i Molot Moskau    |

##### Wiederholungsspiel
| Datum      |                   | Ergebnis |                        |
| ---------- | ----------------- | -------- | ---------------------- |
| 26.04.1965 | Granitas Klaipėda | 3:0      | Awtomobilist Leningrad |

#### Viertelfinale
| Datum      |                        | Ergebnis  |                   |
| ---------- | ---------------------- | --------- | ----------------- |
| 05.05.1965 | Zvejnieks Liepāja      | 1:2       | Granitas Klaipėda |
| 06.05.1965 | Chimik Nowomoskowsk    | 1:0       | Metallurg Tula    |
| 06.05.1965 | Metallurg Tscherepowez | 1:0       | Saturn Rybinsk    |
| 06.05.1965 | Swesda Serpuchow       | 3:2 n. V. | Dynamo Brjansk    |

#### Halbfinale
| Datum      |                     | Ergebnis |                        |
| ---------- | ------------------- | -------- | ---------------------- |
| 08.07.1965 | Granitas Klaipėda   | 2:0      | Metallurg Tscherepowez |
| 09.07.1965 | Chimik Nowomoskowsk | 0:4      | Swesda Serpuchow       |

#### Finale
| Datum      |                   | Ergebnis |                  |
| ---------- | ----------------- | -------- | ---------------- |
| 28.09.1965 | Granitas Klaipėda | 1:0      | Swesda Serpuchow |

### Zone Russland 2

#### 1. Runde
| Datum      |                      | Ergebnis  |              |
| ---------- | -------------------- | --------- | ------------ |
| 24.04.1965 | Progress Selenodolsk | 1:1 n. V. | Dynamo Kirow |

##### Wiederholungsspiel
| Datum      |                      | Ergebnis |              |
| ---------- | -------------------- | -------- | ------------ |
| 25.04.1965 | Progress Selenodolsk | 1:0      | Dynamo Kirow |

#### Achtelfinale
| Datum      |                              | Ergebnis |                        |
| ---------- | ---------------------------- | -------- | ---------------------- |
| 25.04.1965 | Chimik Dserschinsk           | 2:0      | Saljut Kamensk-Uralski |
| 25.04.1965 | Kowrowez Kowrow              | 1:0      | Neftjanik Tjumen       |
| 25.04.1965 | Spartak Rjasan               | 2:0      | Zenit Ischewsk         |
| 25.04.1965 | Torpedo Pawlowo              | 2:1      | Uralez Nischni Tagil   |
| 25.04.1965 | Traktor Wladimir             | 0:2      | Rubin Kasan            |
| 25.04.1965 | Snamja Noginsk               | 1:2      | Swesda Perm            |
| 25.04.1965 | Snamja Truda Orechowo-Sujewo | 3:0      | Chimik Beresniki       |
| 28.04.1965 | Spartak Joschkar-Ola         | 0:2      | Progress Selenodolsk   |

#### Viertelfinale
| Datum      |                      | Ergebnis |                              |
| ---------- | -------------------- | -------- | ---------------------------- |
| 05.05.1965 | Swesda Perm          | 1:2      | Spartak Rjasan               |
| 06.05.1965 | Torpedo Pawlowo      | 1:0      | Kowrowez Kowrow              |
| 06.05.1965 | Progress Selenodolsk | 1:0      | Chimik Dserschinsk           |
| 11.08.1965 | Rubin Kasan          | 2:0      | Snamja Truda Orechowo-Sujewo |

#### Halbfinale
| Datum      |                      | Ergebnis |                 |
| ---------- | -------------------- | -------- | --------------- |
| 14.07.1965 | Progress Selenodolsk | 1:2      | Torpedo Pawlowo |
| 21.09.1965 | Rubin Kasan          | 3:2      | Spartak Rjasan  |

#### Finale
| Datum      |                 | Ergebnis |             |
| ---------- | --------------- | -------- | ----------- |
| 27.09.1965 | Torpedo Pawlowo | 0+:- 5   | Rubin Kasan |

### Zone Russland 3

#### 1. Runde
| Datum      |                    | Ergebnis  |                          |
| ---------- | ------------------ | --------- | ------------------------ |
| 24.04.1965 | Energija Wolschski | 1:0       | Spartak Orjol            |
| 24.04.1965 | Wolgar Astrachan   | 0:0 n. V. | Energija Nowotscherkassk |

##### Wiederholungsspiel
| Datum      |                  | Ergebnis |                          |
| ---------- | ---------------- | -------- | ------------------------ |
| 25.04.1965 | Wolgar Astrachan | 0:1      | Energija Nowotscherkassk |

#### Achtelfinale
| Datum      |                               | Ergebnis  |                          |
| ---------- | ----------------------------- | --------- | ------------------------ |
| 25.04.1965 | Schachtjor Schachty           | 2:1       | Trud Toljatti            |
| 25.04.1965 | Torpedo Armawir               | 1:2       | Stroitel Saransk         |
| 25.04.1965 | Torpedo Lipezk                | 1:1 n. V. | Spartak Belgorod         |
| 25.04.1965 | Torpedo Taganrog              | 2:1       | Spartak Tambow           |
| 25.04.1965 | Trud Pensa                    | 0:2       | Metallurg Kuibyschew     |
| 25.04.1965 | Wolga Uljanowsk               | 1:2       | Neftjanik Sysran         |
| 28.04.1965 | Progress Kamensk-Schachtinski | 2:0       | Energija Nowotscherkassk |
| 28.04.1965 | Trudowyje Reserwy Kursk       | 0:3       | Energija Wolschski       |

##### Wiederholungsspiel
| Datum      |                | Ergebnis  |                  |
| ---------- | -------------- | --------- | ---------------- |
| 26.04.1965 | Torpedo Lipezk | 1:2 n. V. | Spartak Belgorod |

#### Viertelfinale
| Datum      |                               | Ergebnis  |                     |
| ---------- | ----------------------------- | --------- | ------------------- |
| 05.05.1965 | Stroitel Saransk              | 1:2 n. V. | Torpedo Taganrog    |
| 06.05.1965 | Metallurg Kuibyschew          | 1:0       | Neftjanik Sysran    |
| 06.05.1965 | Progress Kamensk-Schachtinski | 1:2 n. V. | Schachtjor Schachty |
| 06.05.1965 | Spartak Belgorod              | 1:0       | Energija Wolschski  |

#### Halbfinale
| Datum      |                      | Ergebnis  |                  |
| ---------- | -------------------- | --------- | ---------------- |
| 06.06.1965 | Schachtjor Schachty  | 1:2 n. V. | Torpedo Taganrog |
| 02.09.1965 | Metallurg Kuibyschew | 3:1       | Spartak Belgorod |

#### Finale
| Datum      |                  | Ergebnis |                      |
| ---------- | ---------------- | -------- | -------------------- |
| 27.10.1965 | Torpedo Taganrog | 2:1      | Metallurg Kuibyschew |

### Zone Russland 4

#### 1. Runde
| Datum      |                   | Ergebnis |                     |
| ---------- | ----------------- | -------- | ------------------- |
| 20.04.1965 | Dinamo Kirowabad  | 3:1      | Dinamo Baku         |
| 20.04.1965 | Lori Kirowakan    | 0+:- 5   | Sewan Oktemberjan   |
| 20.04.1965 | Metallurg Rustawi | 0:2      | Meschachte Tqibuli  |
| 20.04.1965 | Schirak Leninakan | 1:0      | Alasani Gurdschaani |

#### Achtelfinale
| Datum      |                        | Ergebnis  |                              |
| ---------- | ---------------------- | --------- | ---------------------------- |
| 24.04.1965 | Dinamo Batumi          | 1:0 n. V. | Dynamo Stawropol             |
| 24.04.1965 | Dinamo Kirowabad       | 0+:- 5    | Lori Kirowakan               |
| 24.04.1965 | Dynamo Machatschkala   | 0:0 n. V. | Polad Sumgait                |
| 24.04.1965 | Dinamo Suchum          | 1:1 n. V. | Zement Noworossijsk          |
| 24.04.1965 | Kolchida Poti          | 2:1       | Inguri Sugdidi               |
| 24.04.1965 | Spartak Naltschik      | 1:0       | Uroschai Maikop              |
| 24.04.1965 | Spartak Ordschonikidse | 3:2 n. V. | Trudowyje Reserwy Kislowodsk |
| 06.10.1965 | Meschachte Tqibuli     | 2:0       | Schirak Leninakan            |

##### Wiederholungsspiele
| Datum      |                      | Ergebnis |                     |
| ---------- | -------------------- | -------- | ------------------- |
| 07.04.1965 | Dynamo Machatschkala | 0+:- 5   | Polad Sumgait       |
| 07.04.1965 | Dinamo Suchum        | 4:2      | Zement Noworossijsk |

#### Viertelfinale
| Datum      |                        | Ergebnis |                      |
| ---------- | ---------------------- | -------- | -------------------- |
| 06.05.1965 | Spartak Ordschonikidse | 4:0      | Dynamo Machatschkala |
| 06.05.1965 | Dinamo Batumi          | 0:2      | Kolchida Poti        |
| 09.08.1965 | Lori Kirowakan         | 2:1      | Spartak Naltschik    |
| 31.10.1965 | Meschachte Tqibuli     | 3:1      | Dinamo Suchum        |

#### Halbfinale
| Datum      |                    | Ergebnis  |                        |
| ---------- | ------------------ | --------- | ---------------------- |
| 31.10.1965 | Lori Kirowakan     | 0:3       | Spartak Ordschonikidse |
| 05.11.1965 | Meschachte Tqibuli | 1:1 n. V. | Kolchida Poti          |

##### Wiederholungsspiel
| Datum      |                    | Ergebnis |               |
| ---------- | ------------------ | -------- | ------------- |
| 06.11.1965 | Meschachte Tqibuli | 0+:- 5   | Kolchida Poti |

#### Finale
| Datum      |                        | Ergebnis  |                    |
| ---------- | ---------------------- | --------- | ------------------ |
| 14.11.1965 | Spartak Ordschonikidse | 1:1 n. V. | Meschachte Tqibuli |

##### Wiederholungsspiele
| Datum      |                        | Ergebnis  |                    |
| ---------- | ---------------------- | --------- | ------------------ |
| 15.11.1965 | Spartak Ordschonikidse | 1:1 n. V. | Meschachte Tqibuli |
| 17.11.1965 | Spartak Ordschonikidse | 2:1       | Meschachte Tqibuli |

### Zone Russland 5

#### 1. Runde
| Datum      |                      | Ergebnis |                   |
| ---------- | -------------------- | -------- | ----------------- |
| 18.04.1965 | Chimik Tschirtschik  | 1:0      | Spartak Andischan |
| 18.04.1965 | Metallist Dschambul  | 2:0      | Chimik Salawat    |
| 18.04.1965 | Metallurg Schymkent  | 2:1      | Dinamo Zelinograd |
| 18.04.1965 | Swerdlowez Taschkent | 0:6      | Irtysch Omsk      |

#### Achtelfinale
| Datum      |                        | Ergebnis  |                      |
| ---------- | ---------------------- | --------- | -------------------- |
| 23.04.1965 | Chimik Tschirtschik    | 2:0       | Metallist Dschambul  |
| 23.04.1965 | Metallurg Schymkent    | 3:2       | Irtysch Omsk         |
| 23.04.1965 | Metallurg Magnitogorsk | 2:1       | Sachmet Tschardschou |
| 23.04.1965 | Neftjanik Fergana      | 2:0       | Torpedo Miass        |
| 23.04.1965 | Pamir Leninabad        | 3:0       | Metallurg Slatoust   |
| 23.04.1965 | Schachtjor Osch        | 1:1 n. V. | Trud Kurgan          |
| 23.04.1965 | Spartak Samarkand      | 2:0       | Lokomotive Orenburg  |
| 23.04.1965 | Stroitel Ufa           | 1:0       | Sarafschan Navoi     |

##### Wiederholungsspiel
| Datum      |                 | Ergebnis |             |
| ---------- | --------------- | -------- | ----------- |
| 24.04.1965 | Schachtjor Osch | 1:5      | Trud Kurgan |

#### Viertelfinale
| Datum      |                        | Ergebnis |                     |
| ---------- | ---------------------- | -------- | ------------------- |
| 27.05.1965 | Stroitel Ufa           | 2:1      | Chimik Tschirtschik |
| 03.06.1965 | Metallurg Magnitogorsk | 1:0      | Spartak Samarkand   |
| 11.08.1965 | Trud Kurgan            | 2:1      | Neftjanik Fergana   |
| 16.09.1965 | Pamir Leninabad        | 0+:- 5   | Metallurg Schymkent |

#### Halbfinale
| Datum      |              | Ergebnis |                        |
| ---------- | ------------ | -------- | ---------------------- |
| 08.08.1965 | Stroitel Ufa | 5:2      | Metallurg Magnitogorsk |
| 01.10.1965 | Trud Kurgan  | 1:0      | Pamir Leninabad        |

#### Finale
| Datum      |             | Ergebnis |              |
| ---------- | ----------- | -------- | ------------ |
| 09.10.1965 | Trud Kurgan | 2:1      | Stroitel Ufa |

### Zone Russland 6

#### 1. Runde
| Datum      |                         | Ergebnis |                        |
| ---------- | ----------------------- | -------- | ---------------------- |
| 24.04.1965 | Armejez Ulan-Ude        | 2:1      | Torpedo Tomsk          |
| 24.04.1965 | SibSelMasch Nowosibirsk | 0+:- 5   | Metallurg Nowokusnezk  |
| 24.04.1965 | Sabaikalez Tschita      | 0+:- 5   | Schachtjor Prokopjewsk |

#### Achtelfinale
| Datum      |                         | Ergebnis  |                         |
| ---------- | ----------------------- | --------- | ----------------------- |
| 25.04.1965 | Amur Blagoweschtschensk | 1:0       | SKA Chabarowsk          |
| 25.04.1965 | Wostok Usk-Kamenogorsk  | 2:0       | Start Angarsk           |
| 25.04.1965 | Zementnik Semipalatinsk | 1:0 n. V. | Irtysch Pawlodar        |
| 25.04.1965 | Lokomotive Krasnojarsk  | 2:0       | Kusbass Kemerowo        |
| 25.04.1965 | Lutsch Wladiwostok      | 0:0 n. V. | Awangard Komsomolsk     |
| 25.04.1965 | Temp Barnaul            | 0:0 n. V. | Angara Irkutsk          |
| 28.04.1965 | Torpedo Rubzowsk        | 4:1 n. V. | SibSelMasch Nowosibirsk |
| 28.04.1965 | Armejez Ulan-Ude        | 1:1 n. V. | Sabaikalez Tschita      |

##### Wiederholungsspiele
| Datum      |                    | Ergebnis |                     |
| ---------- | ------------------ | -------- | ------------------- |
| 26.04.1965 | Angara Irkutsk     | 1:2      | Temp Barnaul        |
| 26.04.1965 | Lutsch Wladiwostok | 0:1      | Awangard Komsomolsk |
| 30.04.1965 | Sabaikalez Tschita | 0:2      | Armejez Ulan-Ude    |

#### Viertelfinale
| Datum      |                        | Ergebnis  |                         |
| ---------- | ---------------------- | --------- | ----------------------- |
| 22.05.1965 | Torpedo Rubzowsk       | 3:1       | Lokomotive Krasnojarsk  |
| 06.05.1965 | Awangard Komsomolsk    | 0:0 n. V. | Amur Blagoweschtschensk |
| 06.05.1965 | Wostok Usk-Kamenogorsk | 2:0       | Zementnik Semipalatinsk |
| 09.07.1965 | Temp Barnaul           | 2:0       | Armejez Ulan-Ude        |

##### Wiederholungsspiele
| Datum      |                     | Ergebnis  |                         |
| ---------- | ------------------- | --------- | ----------------------- |
| 07.05.1965 | Awangard Komsomolsk | 0:0 n. V. | Amur Blagoweschtschensk |
| 22.07.1965 | Awangard Komsomolsk | 2:1       | Amur Blagoweschtschensk |

#### Halbfinale
| Datum      |                        | Ergebnis |                  |
| ---------- | ---------------------- | -------- | ---------------- |
| 03.08.1965 | Wostok Usk-Kamenogorsk | 4:1      | Torpedo Rubzowsk |
| 03.09.1965 | Awangard Komsomolsk    | 3:1      | Temp Barnaul     |

#### Finale
| Datum      |                     | Ergebnis |                        |
| ---------- | ------------------- | -------- | ---------------------- |
| 24.10.1965 | Awangard Komsomolsk | 2:0      | Wostok Usk-Kamenogorsk |

### Zone Zentralasien und Kasachstan

#### 1. Runde
| Datum      |                   | Ergebnis |                        |
| ---------- | ----------------- | -------- | ---------------------- |
| 02.04.1966 | Schachtjor Osch   | 6:0      | Pachtakor Kurgan-Tjube |
| 02.04.1966 | Spartak Andischan | 3:0      | Sachmet Tschardschou   |
| 02.04.1966 | Spartak Samarkand | 2:0      | Metallurg Schymkent    |

#### Achtelfinale
| Datum      |                      | Ergebnis  |                      |
| ---------- | -------------------- | --------- | -------------------- |
| 02.04.1966 | Swerdlowez Taschkent | 2:0       | Dimitrovez Taschkent |
| 02.04.1966 | Wachsch Nurek        | 3:2       | Pachtaaral Gulistan  |
| 02.04.1966 | Chimik Tschirtschik  | 3:1       | Pamir Leninabad      |
| 05.04.1966 | Metallist Dschambul  | 1:0       | Sarafschan Navoi     |
| 05.04.1966 | Metallurg Almalyk    | 1:0       | ADK Alma-Ata         |
| 05.04.1966 | Metallurg Temirtau   | 1:0       | Dinamo Zelinograd    |
| 06.04.1966 | Spartak Andischan    | 0:0 n. V. | Schachtjor Osch      |
| 06.04.1966 | Spartak Samarkand    | 1:0       | Buchoro Buchara      |

##### Wiederholungsspiel
| Datum      |                   | Ergebnis  |                 |
| ---------- | ----------------- | --------- | --------------- |
| 07.04.1966 | Spartak Andischan | 1:2 n. V. | Schachtjor Osch |

#### Viertelfinale
| Datum      |                     | Ergebnis |                      |
| ---------- | ------------------- | -------- | -------------------- |
| 11.04.1966 | Metallurg Almalyk   | 2:0      | Metallurg Temirtau   |
| 04.05.1966 | Schachtjor Osch     | 3:1      | Metallist Dschambul  |
| 05.05.1966 | Chimik Tschirtschik | 2:0      | Spartak Samarkand    |
| 05.05.1966 | Wachsch Nurek       | 3:2      | Swerdlowez Taschkent |

#### Halbfinale
| Datum      |                     | Ergebnis |                 |
| ---------- | ------------------- | -------- | --------------- |
| 14.05.1966 | Metallurg Almalyk   | 0:3      | Schachtjor Osch |
| 23.05.1966 | Chimik Tschirtschik | 4:1      | Wachsch Nurek   |

#### Finale
| Datum      |                     | Ergebnis |                 |
| ---------- | ------------------- | -------- | --------------- |
| 02.06.1966 | Chimik Tschirtschik | 1:0      | Schachtjor Osch |

### Zone Ukraine
| Datum      |                   | Ergebnis |                    |
| ---------- | ----------------- | -------- | ------------------ |
| 20.04.1966 | Awangard Ternopol | 1:1      | Lokomotive Cherson |
| 22.04.1966 | Desna Tschernigow | 1:2      | Awangard Ternopol  |
| 24.04.1966 | Desna Tschernigow | 3:0      | Lokomotive Cherson |

| Pl. | Verein             | Sp. | S | U | N | Tore    | Quote | Punkte |
| --- | ------------------ | --- | - | - | - | ------- | ----- | ------ |
| 1.  | Awangard Ternopol  | 2   | 1 | 1 | 0 | 003:200 | 1,50  | 03:10  |
| 2.  | Desna Tschernigow  | 2   | 1 | 0 | 1 | 004:200 | 2,00  | 02:20  |
| 3.  | Lokomotive Cherson | 2   | 0 | 1 | 1 | 001:400 | 0,25  | 01:30  |

## Finalrunde

### 1. Runde
Teilnehmer: 13 Zweitligisten, ein Zonensieger Russland, der Zonensieger Zentralasiens und der Zweitplatzierte des ukrainischen Miniturniers.
| Datum      |                        | Ergebnis  |                     |
| ---------- | ---------------------- | --------- | ------------------- |
| 19.06.1966 | Alga Frunse            | 3:0       | Stroitel Aschchabat |
| 19.06.1966 | Desna Tschernigow      | 0:1       | Aventul Kischinjow  |
| 19.06.1966 | Dnjepr Dnjepropetrowsk | 3:0       | Baltika Kaliningrad |
| 19.06.1966 | Granitas Klaipėda      | 2:1 n. V. | Swesda Kirowograd   |
| 19.06.1966 | Chimik Tschirtschik    | 2:0       | Awangard Charkow    |
| 19.06.1966 | Lokomotive Winniza     | 3:2 n. V. | Tawrija Simferopol  |
| 19.06.1966 | Terek Grosny           | 1:0       | Dinamo Batumi       |
| 19.06.1966 | Trud Woronesch         | 0:1       | Lokomotive Tiflis   |

### 2. Runde
Teilnehmer: Die acht Sieger der 1. Runde, die anderen fünf russischen Zonensieger, der Sieger des ukrainischen Miniturniers und weitere 38 Zweitligisten.
| Datum      |                          | Ergebnis  |                        |
| ---------- | ------------------------ | --------- | ---------------------- |
| 18.06.1966 | Dynamo Stawropol         | 1:1 n. V. | Rostselmasch Rostow    |
| 19.06.1966 | Awangard Komsomolsk      | 0+:- 6    | Kuban Krasnodar        |
| 19.06.1966 | Awangard Ternopol        | 0:2       | Uralmasch Swerdlowsk   |
| 19.06.1966 | Dinamo Kirowograd        | 2:1       | Sudostroitel Nikolajew |
| 19.06.1966 | Dynamo Leningrad         | 1:0       | SKA Nowosibirsk        |
| 19.06.1966 | Energetik Duschanbe      | 4:0       | SKA Kiew               |
| 19.06.1966 | Irtysch Omsk             | 2:0       | Neftjanik Fergana      |
| 19.06.1966 | Karpaty Lwow             | 3:2       | SKA Lwow               |
| 19.06.1966 | Kusbass Kemerowo         | 0+:- 6    | Daugava Riga           |
| 19.06.1966 | Lokomotive Tscheljabinsk | 7:1       | Spartak Naltschik      |
| 19.06.1966 | Rubin Kasan              | 5:1       | Schirak Leninakan      |
| 19.06.1966 | Schinnik Jaroslawl       | 1:0       | Wostok Usk-Kamenogorsk |
| 19.06.1966 | Spartak Ordschonikidse   | 2:1       | Wolga Gorki            |
| 19.06.1966 | Stroitel Ufa             | 2:3 n. V. | Metallurg Saporoschje  |
| 19.06.1966 | Temp Barnaul             | 2:0       | Sokol Saratow          |
| 19.06.1966 | Tekstilschtschik Iwanowo | 3:0       | Sarja Lugansk          |
| 19.06.1966 | Torpedo Pawlowo          | 0:0 n. V. | Swesda Perm            |
| 19.06.1966 | Torpedo Taganrog         | 1:3 n. V. | Schachtjor Karaganda   |
| 19.06.1966 | Traktor Wolgograd        | 4:0       | Politotdel Taschkent   |
| 19.06.1966 | Trud Kurgan              | 2:0       | Torpedo Tomsk          |
| 19.06.1966 | FK Žalgiris Vilnius      | 4:0       | Dünamo Tallinn         |
| 20.06.1966 | Spartak Gomel            | 0:4       | Wolga Kalinin          |
| 12.07.1966 | Alga Frunse              | 0+:- 6    | Granitas Klaipėda      |
| 12.07.1966 | Aventul Kischinjow       | 6:0       | Lokomotive Winniza     |
| 12.07.1966 | Lokomotive Tiflis        | 7:0       | Chimik Tschirtschik    |
| 14.07.1966 | Terek Grosny             | 1:0 n. V. | Dnjepr Dnjepropetrowsk |

#### Wiederholungsspiele
| Datum      |                  | Ergebnis |                     |
| ---------- | ---------------- | -------- | ------------------- |
| 19.06.1966 | Dynamo Stawropol | 3:0      | Rostselmasch Rostow |
| 20.06.1966 | Torpedo Pawlowo  | 2:0      | Swesda Perm         |

### 3. Runde
Teilnehmer: Die 26 Sieger der 2. Runde
| Datum      |                          | Ergebnis  |                          |
| ---------- | ------------------------ | --------- | ------------------------ |
| 11.07.1966 | Traktor Wolgograd        | 4:1 n. V. | Tekstilschtschik Iwanowo |
| 18.07.1966 | Spartak Ordschonikidse   | 1:2       | Dinamo Kirowograd        |
| 19.07.1966 | Awangard Komsomolsk      | 0:3       | Schinnik Jaroslawl       |
| 19.07.1966 | Aventul Kischinjow       | 2:0       | Terek Grosny             |
| 19.07.1966 | Dynamo Leningrad         | 2:0       | FK Žalgiris Vilnius      |
| 19.07.1966 | Dynamo Stawropol         | 2:0       | Torpedo Pawlowo          |
| 19.07.1966 | Kusbass Kemerowo         | 2:1       | Trud Kurgan              |
| 19.07.1966 | Lokomotive Tscheljabinsk | 6:1       | Irtysch Omsk             |
| 19.07.1966 | Lokomotive Tiflis        | 0+:- 6    | Alga Frunse              |
| 19.07.1966 | Metallurg Saporoschje    | 0:2       | Rubin Kasan              |
| 19.07.1966 | Schachtjor Karaganda     | 2:0       | Energetik Duschanbe      |
| 19.07.1966 | Temp Barnaul             | 1:3 n. V. | Karpaty Lwow             |
| 19.07.1966 | Wolga Kalinin            | 1:1 n. V. | Uralmasch Swerdlowsk     |

#### Wiederholungsspiel
| Datum      |               | Ergebnis |                      |
| ---------- | ------------- | -------- | -------------------- |
| 20.07.1966 | Wolga Kalinin | 0:2      | Uralmasch Swerdlowsk |

### 4. Runde
In dieser Runde stiegen die 19 Erstligisten ein.
| Datum      |                          | Ergebnis  |                           |
| ---------- | ------------------------ | --------- | ------------------------- |
| 23.07.1966 | Dinamo Kirowograd        | 4:1 n. V. | SKA Rostow                |
| 06.08.1966 | Dynamo Leningrad         | 1:0       | Torpedo Kutaissi          |
| 06.08.1966 | Karpaty Lwow             | 1:1 n. V. | Zenit Leningrad           |
| 06.08.1966 | Kusbass Kemerowo         | 1:2 n. V. | Tschernomorez Odessa      |
| 06.08.1966 | Lokomotive Tscheljabinsk | 2:1       | Krylja Sowetow Kuibyschew |
| 06.08.1966 | Lokomotive Tiflis        | 0:1       | Torpedo Moskau            |
| 06.08.1966 | Rubin Kasan              | 0:1       | Dinamo Minsk              |
| 06.08.1966 | Schachtjor Karaganda     | 1:2 n. V. | Dynamo Moskau             |
| 06.08.1966 | Schinnik Jaroslawl       | 3:1       | Ararat Jerewan            |
| 06.08.1966 | Traktor Wolgograd        | 1:0 n. V. | Neftjanik Baku            |
| 07.08.1966 | Aventul Kischinjow       | 0:1       | Spartak Moskau            |
| 07.08.1966 | Dynamo Stawropol         | 0:1       | Dynamo Kiew               |
| 07.08.1966 | Schachtjor Donezk        | 3:1 n. V. | Dinamo Tiflis             |
| 07.08.1966 | Uralmasch Swerdlowsk     | 3:1       | SKA Odessa                |
| 11.08.1966 | Pachtakor Taschkent      | 2:0       | ZSKA Moskau               |
| 13.08.1966 | Kairat Alma-Ata          | 2:1       | Lokomotive Moskau         |

#### Wiederholungsspiel
| Datum      |              | Ergebnis |                 |
| ---------- | ------------ | -------- | --------------- |
| 07.08.1966 | Karpaty Lwow | 1:2      | Zenit Leningrad |

### Achtelfinale
| Datum      |                      | Ergebnis  |                          |
| ---------- | -------------------- | --------- | ------------------------ |
| 13.08.1966 | Uralmasch Swerdlowsk | 2:0       | Lokomotive Tscheljabinsk |
| 23.08.1966 | Spartak Moskau       | 2:0       | Schachtjor Donezk        |
| 25.08.1966 | Tschernomorez Odessa | 2:0       | Pachtakor Taschkent      |
| 25.08.1966 | Schinnik Jaroslawl   | 3:0       | Dynamo Leningrad         |
| 25.08.1966 | Dynamo Kiew          | 3:0       | Zenit Leningrad          |
| 26.08.1966 | Dinamo Minsk         | 2:1 n. V. | Dynamo Moskau            |
| 26.08.1966 | Kairat Alma-Ata      | 2:1       | Dinamo Kirowograd        |
| 26.08.1966 | Torpedo Moskau       | 3:1       | Traktor Wolgograd        |

### Viertelfinale
| Datum      |                      | Ergebnis  |                      |
| ---------- | -------------------- | --------- | -------------------- |
| 03.09.1966 | Tschernomorez Odessa | 3:1       | Uralmasch Swerdlowsk |
| 04.09.1966 | Torpedo Moskau       | 2:1       | Kairat Alma-Ata      |
| 05.09.1966 | Dinamo Minsk         | 1:0 n. V. | Schinnik Jaroslawl   |
| 16.09.1966 | Dynamo Kiew          | 4:1       | Spartak Moskau       |

### Halbfinale
| Datum      |                | Ergebnis  |                      |
| ---------- | -------------- | --------- | -------------------- |
| 07.10.1966 | Torpedo Moskau | 3:0       | Tschernomorez Odessa |
| 09.10.1966 | Dynamo Kiew    | 1:0 n. V. | Dinamo Minsk         |

### Finale
| Paarung        | Torpedo Moskau – Dynamo Kiew |
| Ergebnis       | 0:2 (0:1) |
| Datum          | 8. November 1966 |
| Stadion        | Olympiastadion Luschniki, Moskau |
| Zuschauer      | 70.000 |
| Schiedsrichter | Eugen Härms |
| Tore           | 0:1 Anatoli Byschowez (1.) 0:2 Andrij Biba (73.) |
| Torpedo Moskau | Ansor Kawasaschwili – Wjatscheslaw Andrejuk, Wiktor Schustikow , Wjatscheslaw Maruschko (67. Wladimir Michailow) – Wladimir Sarajew, Alexander Lenew – Waleri Woronin, Wladimir Brednjew – Wladimir Schtscherbakow, Eduard Strelzow, Oleg Sergejew Cheftrainer: Wiktor Marjenko         |
| Dynamo Kiew    | Jewgeni Rudakow (85. Wiktor Bannikow) – Wladimir Schtschegolkow, Wadim Sosnichin, Wassili Turjantschik – Leonid Ostrowski, József Szabó – Andrij Biba , Fjodor Medwid, Wiktor Serebrjanikow, Anatoli Byschowez, Witali Chmelnyzkyj, (85. Sergei Krulikowski) Cheftrainer: Wiktor Maslow |